# Dyango
Dyango, pseudonimo di José Gómez Romero (Barcellona, 5 marzo 1940), è un cantante spagnolo.

## Biografia
Iniziò la sua carriera in Argentina come cantante e attore, per poi rientrare in patria e affermarsi nella sua carriera musicale spaziando tra generi di varia provenienza come il tango ed il bolero latino americano.
È famoso dagli anni settanta e si è distinto per le sue canzuoni dalla sua vena romantica (No me digas adiós, Corazón Mágico, Nostalgias,  El último vals).  Ha duettato con artisti come Celia Cruz, Oscar D'León, Sheena Easton e Roberto Goyeneche. Ha pubblicato brani in italiano nel suo album Italianisimo del 2015.
Tra i suoi riconoscimenti si contano i seguenti:
- Vittoria al noto Festival Internacional de la Canción de Benidorm del 1976 con il pezzo Si yo fuera él;
- 55 dischi d’oro;
- 40 dischi di platino.

Si è aggiudicato, insieme ai colleghi del suo team musicale, la vittoria al programma televisivo Azzurro 1983, e ha  ricevuto diverse nomination per il Latin Grammy Awards.
Tra i suoi figli, si è affermato maggiormente come cantante Marcos Llunas.

## Discografia
- Dyango - (1969)
- El mundo es de los jóvenes - (1970)
- La voz del amor - (1972)
- Dyango 71 - (1971)
- Vuelve la voz del amor - (1972)
- Yo mañana - (1974)
- Alma, corazón y vida - (1975)
- Si yo fuera él - (1976)
- Contigo en la distancia - (1977)
- IV - (1978)
- El mundo - (1979)
- La radio - (1980)*
- Entre una espada y la pared - (1981)
- Bienvenido al club - (1983)
- Al fin solos - (1984)
- Por amor al arte - (1985)
- Cada día me acuerdo más de ti - (1986)
- Cae la noche - (1987)
- Tango - (1988)
- Dyango en català - (1989)
- Suspiros - (1989)
- Corazón de bolero - (1990)
- La magia de Dyango - (1991)
- Amante Gaviota - (1992)
- Morir de amor - (1993)
- Un loco como yo - (1994)
- Agua de lluvia - (1996)
- Quan l'amor és tan gran - (1997)
- Serenata - (1997)
- Vuela conmigo - (2000)
- Himnos al amor - (2001)
- Perdido en la nostalgia - (2001)
- A ti - (2003)
- Momentos inolvidables - (2004)
- El pare - (2004)
- Alma, corazón y vida - (2005)
- Íntimamente - (2006)
- Coplas - (2008) Con la Orquesta Sinfónica de Bratislava
- Puñaladas en el alma - (2010)
- El cantante - (2013)
- Italianisimo - (2015)
- De Cerca: 20 Canciones Esenciales - (2015)